# العالمية لصناعة السيارات
الشركة العالمية لصناعة السيارات (هاشم باص) هي شركة مصرية تأسست عام 1975م وبدأت التصنيع عام 1978م من خلال تصنيع الاتوبيسات حيث أنها تصنع (الميدى باص - المينى باص - الميكروباص) على شاسيهات أيسوزو اليابانية بالإضافة إلى أن الشركة صاحبة توكيلات سيارات برودوا الماليزية في جمهورية مصر العربية.

## موديلات الشركة
- ميكروباص (HB.105) حمولة 14 راكب
- مينى باص (HB.207) حمولة 25:29 راكب
- ميدي باص (HB.208) حمولة 29:33 راكب

## وكالة سيارة برودوا
الشركة تسوق سيارة برودوا كليسا الماليزية الجميلة، والتي تسع لخمس ركاب وتعتبر هذه السيارة النسخة الماليزية من سيارة ميني البريطانية.

## انتشار السيارة
معظم وسائل النقل العام من أتوبيسات الشركة، حيث تلقى سيارات الشركة ثقة كبيرة بين جمهور الشعب المصري.

## وصلات خارجية
موقع الشركة